# العلاقات الأمريكية المولدوفية
العلاقات الأمريكية المولدوفية هي العلاقات الثنائية التي تجمع بين الولايات المتحدة ومولدوفا.

## مقارنة بين البلدين
هذه مقارنة عامة ومرجعية للدولتين:
| وجه المقارنة                                              | الولايات المتحدة                                                                                                  | مولدوفا                           |
| --------------------------------------------------------- | --- | --------------------------------- |
| المساحة (كم2)                                             | 9.83 مليون | 33.85 ألف                         |
| عدد السكان (نسمة)                                         | 311.58 مليون | 2.55 مليون                        |
| الكثافة السكانية (ن./كم²)                                 | 31.7 | 75.33                             |
| العاصمة                                                   | واشنطن العاصمة | كيشيناو                           |
| اللغة الرسمية                                             | لغة إنجليزية | اللغة المولدوفية، اللغة الرومانية |
| العملة                                                    | دولار أمريكي | ليو مولدوفي                       |
| الناتج المحلي الإجمالي (بليون دولار)                      | 19.39 تريليون | 8.13 مليار                        |
| الناتج المحلي الإجمالي (تعادل القوة الشرائية) بليون دولار | 18.04 تريليون | 17.94 مليار                       |
| الناتج المحلي الإجمالي الاسمي للفرد دولار أمريكي          | 56.12 ألف | 3.65 ألف                          |
| الناتج المحلي الإجمالي للفرد دولار أمريكي                 | 54.63 ألف | 4.98 ألف                          |
| مؤشر التنمية البشرية                                      | 0.920 | 0.693                             |
| رمز المكالمات الدولي                                      | +1 | +373                              |
| رمز الإنترنت                                              | .us، حكومة، .mil، Edu.                                                                                            | .md                               |
| المنطقة الزمنية                                           | توقيت ساموا الأمريكية، توقيت أطلنطي موحد، منطقة زمنية وسطى، توقيت ألاسكا ‏، المنطقة الزمنية الجبلية، توقيت تشامرو ‏ | ت ع م+02:00، ت ع م+03:00          |

## مدن متوأمة
في ما يلي قائمة باتفاقيات التوأمة بين مدن أمريكية ومولدوفية:
- ترتبط مانكاتو مع Ungheni [الإنجليزية]‏ باتفاقية توأمة.
- ترتبط وينستون-سالم مع Ungheni [الإنجليزية]‏ باتفاقية توأمة منذ 2006.
- ترتبط ساكرامنتو مع كيشيناو باتفاقية توأمة.

## منظمات دولية مشتركة
يشترك البلدان في عضوية مجموعة من المنظمات الدولية، منها:
| علم المنظمة | اسم المنظمة                               | تاريخ انضمام الولايات المتحدة | تاريخ انضمام مولدوفا |
| ----------- | ----------------------------------------- | ----------------------------- | -------------------- |
|             | وكالة ضمان الاستثمار متعدد الأطراف        | 12 أبريل 1988                 | 9 يونيو 1993         |
|             | منظمة الأمن والتعاون في أوروبا            | 25 يونيو 1973                 | 30 يناير 1992        |
|             | الاتحاد الدولي للاتصالات                  | 1 يوليو 1908                  | 20 أكتوبر 1992       |
|             | يونسكو                                    | 4 نوفمبر 1946                 | 27 مايو 1992         |
|             | الأمم المتحدة                             | 24 أكتوبر 1945                | 2 مارس 1992          |
|             | المركز الدولي لتسوية المنازعات الاستشارية | 14 أكتوبر 1966                | 4 يونيو 2011         |
|             | البنك الدولي للإنشاء والتعمير             | 27 ديسمبر 1945                | 12 أغسطس 1992        |
|             | مؤسسة التمويل الدولية                     | 20 يوليو 1956                 | 10 مارس 1995         |
|             | منظمة الشرطة الجنائية الدولية             | ?                             | ?                    |
|             | مؤسسة التنمية الدولية                     | 24 سبتمبر 1960                | 14 يونيو 1994        |
|             | الاتحاد البريدي العالمي                   | ?                             | ?                    |
|             | منظمة حظر الأسلحة الكيميائية              | ?                             | ?                    |
|             | الفريق المعني برصد الأرض                  | ?                             | ?                    |
|             | منظمة التجارة العالمية                    | ?                             | ?                    |

## أعلام
هذه قائمة لبعض الشخصيات التي تربطها علاقات بالبلدين:
- ماكس فانغيلي (4 أغسطس 1985 – )

## وصلات خارجية
- موقع وزارة الخارجية الأمريكية
- موقع وزارة الخارجية المولدوفية